# Camperdown (Südafrika)
Camperdown ist ein Ort in der südafrikanischen Provinz KwaZulu-Natal. Er befindet sich in der Gemeinde uMshwathi im Distrikt uMgungundlovu. 2011 hatte Camperdown 2101 Einwohner.

## Geografie
Camperdown liegt etwa 50 Kilometer westlich von Durban und 18 Kilometer südöstlich von Pietermaritzburg an der N3. Die nächsten Orte sind Cato Ridge, Kwandengezi und Inchanga West. Der Ort befindet sich auf einer Höhe von 678 Metern über dem Meeresspiegel.
Die durchschnittliche Niederschlagsmenge in Camperdown beträgt 580 Millimeter. Der meiste Niederschlag fällt im Sommer (Oktober bis März). Die geringste Niederschlagsmenge gibt es mit 5 Millimeter im Juni. Der meiste Niederschlag fällt im Januar (90 Millimeter). Die durchschnittliche Höchsttemperatur in Camperdown variiert von 20,6 °C im Juni bis zu 26,7 °C im Februar. Der kälteste Monat ist der Juli. Hier liegen die durchschnittlichen Tiefsttemperaturen nachts bei 6,4 °C.

## Sehenswürdigkeiten
- Die Enaleni Guest Farm ist eine Farm mit traditionellen von den Zulu gehaltenen Tieren, wie dem Nguni-Rind und einer bedrohten Schafrasse. Zu der Farm gehört auch ein Gästehaus.
- Das African Bird of Prey Sanctuary ist ein Schutzgebiet für afrikanische Greifvögel mit Vorführungen der Vögel.
- Camperdown ist der höchste Punkt des Comrades Marathon.[5]